# Cole megye
Cole megye az Amerikai Egyesült Államokban, azon belül Missouri államban található. Megyeszékhelye és legnagyobb városa Jefferson City. Lakosainak száma 77 279 fő (2020. április 1.). Cole megye Boone, Miller, Moniteau, Callaway és Osage megyékkel határos.

## Népesség
A megye népességének változása:
| Lakosok száma | 76 127 | 76 461 | 76 445 | 76 699 | 76 720 | 77 279 |
|               | 2010   | 2011   | 2012   | 2013   | 2015   | 2020   |